# Jack Williams

a Compétitions nationales et continentales officielles uniquement.

b Matchs officiels uniquement.
John Frederick "Jack" Williams, né le 18 novembre 1882 à Scethrog (Pays de Galles) et mort le 28 août 1911 à Sokoto (Nigeria), est un joueur international gallois de rugby à XV, évoluant au poste de deuxième ligne.

## Biographie

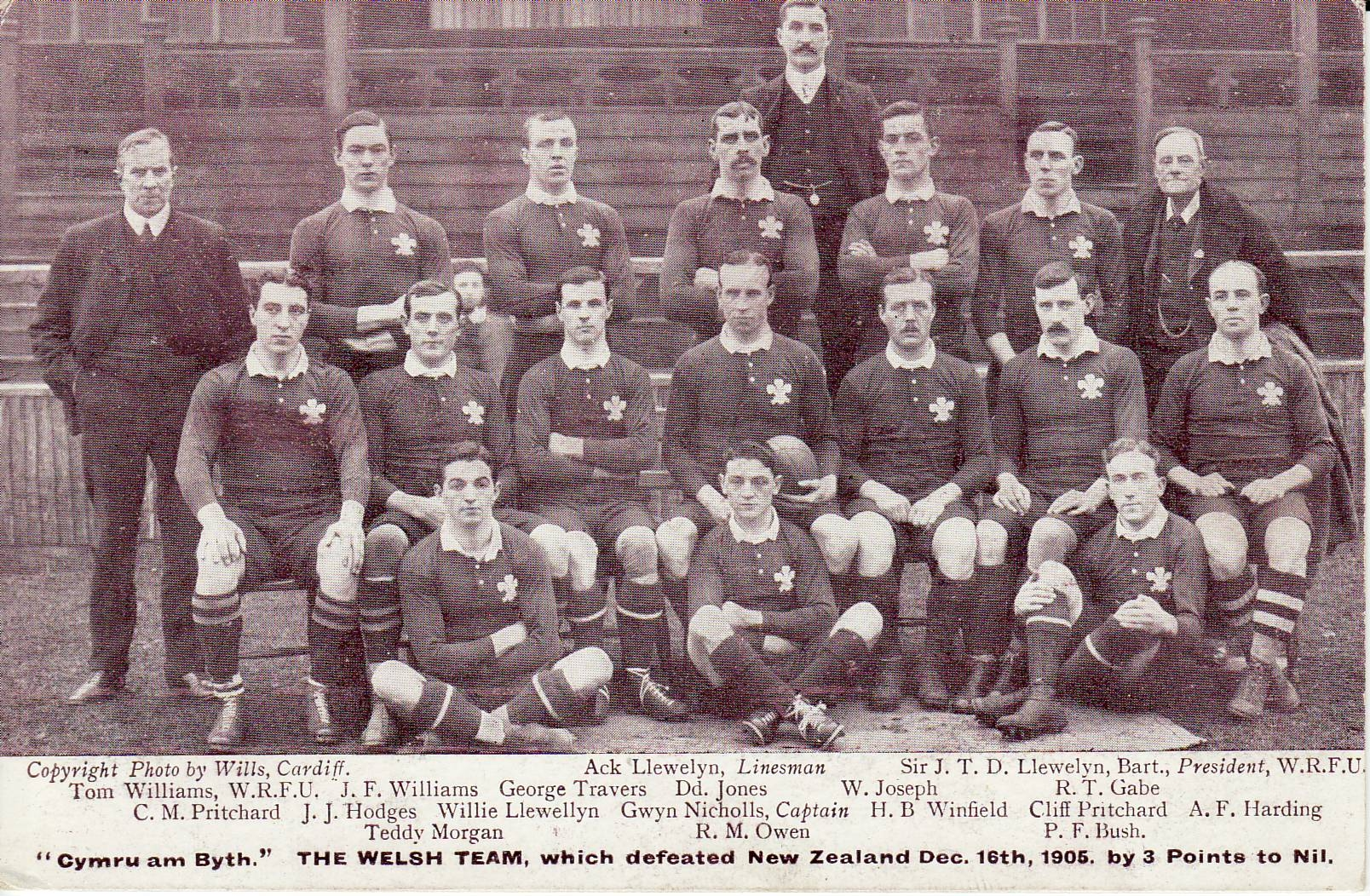
L'équipe du pays de Galles en 1905.

Jack Williams dispute son premier test match le 11 mars 1905, contre l'Irlande. Il joue le 16 décembre 1905 la victoire mémorable 3-0 à Cardiff contre les All Blacks. Il joue son dernier test match le 1er décembre 1906, contre l'Afrique du Sud.
Jack Williams participe à une tournée en Nouvelle-Zélande en 1908 d'une sélection de joueurs anglo-gallois, dont le capitaine est Arthur Harding.
Il meurt à l'âge de 28 ans d'une complication de la malaria, alors qu'il est au service des troupes britanniques.

## Palmarès
- Vainqueur du Tournoi britannique en 1905 et 1906.
- Triple Couronne en 1905 .

## Statistiques

### En équipe nationale
- 4 sélections pour le pays de Galles
- Sélections par année : 2 en 1905, 2 en 1906
- Participation à deux Tournois britanniques en 1905, 1906

### Avec les Lions
- 1 sélection avec les Lions en 1908 en tournée en Australie et en Nouvelle-Zélande contre les All Blacks.